# WIGtechTR
WIGtechTR – indeks giełdowy spółek z branż obejmujących biotechnologię, gry, informatykę, telekomunikację oraz nowe technologie notowanych na warszawskiej Giełdzie Papierów Wartościowych.
Jest to indeks dochodowy.